# Anne Dallas Dudley
Anne Dallas Dudley, nata Annie Willis Dallas (Nashville, 13 novembre 1876 – Belle Meade, 13 settembre 1955), è stata un'attivista statunitense
di primo piano nel movimento per il voto alle donne negli Stati Uniti d'America.

Dopo aver fondato la Nashville Equal Suffrage League, di cui fu presidentessa dal 1911 al 1915, si è fatta strada salendo nei ranghi del movimento, diventando presidentessa della Tennessee Equal Suffrage Association (dal 1915 al 1917) e poi terza Vice Presidentessa della National American Woman Suffrage Association dove contribuì a sollecitare la ratifica del XIX emendamento alla Costituzione degli Stati Uniti.

È particolarmente nota per la tenacia, seguita dal successo, per ottenere la ratifica del XIX emendamento nello Stato dove nacque, il Tennessee, l'ultimo Stato necessario perché l'emendamento entrasse in vigore in tutta la Confederazione.
"I have never yet met a man or woman who denied that taxation without representation is tyranny. I have never yet seen one who was such a traitor to our form of government that he did not believe that the government rests upon the consent of the governed. This is a government of, for, and by the people, and only the law denies that women are people."

(Non ho mai incontrato un uomo o una donna che negasse che la tassazione senza rappresentanza è tirannia. Non ho mai visto nessuno, che non fosse un traditore della nostra forma di governo, che non ritenesse che il governo poggia sul consenso dei governati. Questo è un governo del, per e dal popolo, e solo la legge nega che le donne sono popolo.)
Anne Dallas Dudley, Mrs. Guilford Dudley Talks Equal Suffrage Nashville Tennessean. February 20, 1913.

## Primi anni di vita e famiglia
Anne Dallas Dudley nacque col nome Annie Willis Dallas a Nashville, Tennessee, nel 1876 da un'illustre famiglia dell'alta borghesia. Suo padre, Trevanion Barlow Dallas (1843-1903),
si era trasferito a Nashville nel 1869 e si era affermato come imprenditore nel settore tessile.
Suo nonno, Alexander James Dallas (1791-1844), era stato un commodoro della Marina degli Stati Uniti,
ed era figlio di Alexander James Dallas (1759 – 1817), Segretario al tesoro durante la presidenza di James Madison. Il fratello di Alexander James Dallas figlio (1791-1844), George Mifflin Dallas, ebbe l'incarico di Vicepresidente degli Stati Uniti d'America durante la presidenza di James Knox Polk.

Il padre di Anne aveva sposato, il 6 gennaio 1876 in seconde nozze, Ida Bonner (1856 - 1915). Oltre ad Anne Willis Dallas ebbero altri quattro figli: Trevanion Barlow Dallas Jr., Alexander James Dallas, Jorge Mifflin Dallas ed Elizabeth Dallas.

Anne Dallas fu educata nel Ward's Seminary e nel Price's College for Young Ladies, entrambi in Nashville.
Nel 1902, si sposò con Guilford Dudley (1854-1945), un broker assicurativo e bancario. Insieme ebbero tre figli, Ida Dallas Dudley, morta in tenera età (1903-1904), Trevania Dallas Dudley (1905-1924) e Guilford Dudley, Jr. (1907-2002).

## Movimento per il voto delle donne
Pochi anni dopo essersi sposata, Anne Dallas Dudley fece parte del movimento per la temperanza, sostenendo il divieto di consumare nei locali pubblici bevande alcoliche.
Attraverso il suo lavoro nel movimento per la temperanza e la sua associazione con amiche, come Maria Daviess e Ida Clyde Clark, la Dudley si convinse che il posto delle donne nella società poteva essere migliorato se alle donne veniva permesso di votare. A quel tempo tuttavia quasi tutti gli uomini e la maggior parte delle donne si opponevano all'idea che le donne partecipassero agli eventi politici.
Nel mese di settembre 1911 la Dudley, la Daviess, la Clark e diverse altre donne si incontrarono nel salotto retrostante dell'Hotel Tulane
e fondarono la Nashville Equal Suffrage League, un'organizzazione che voleva dare supporto locale per l'ottenimento del suffragio femminile, "con calma e serietà evitando metodi violenti".
La Dudley fu eletta prima presidentessa dell'organizzazione.
Durante la sua presidenza, la Lega organizzò imponenti parate per il suffragio, il primo maggio, manifestazioni in cui di solito era in prima fila con i suoi figli. Contribuì anche all'organizzazione della National Suffrage Convention a Nashville nel 1914.
A quel tempo era uno dei più grandi raduni mai organizzati in quella città.

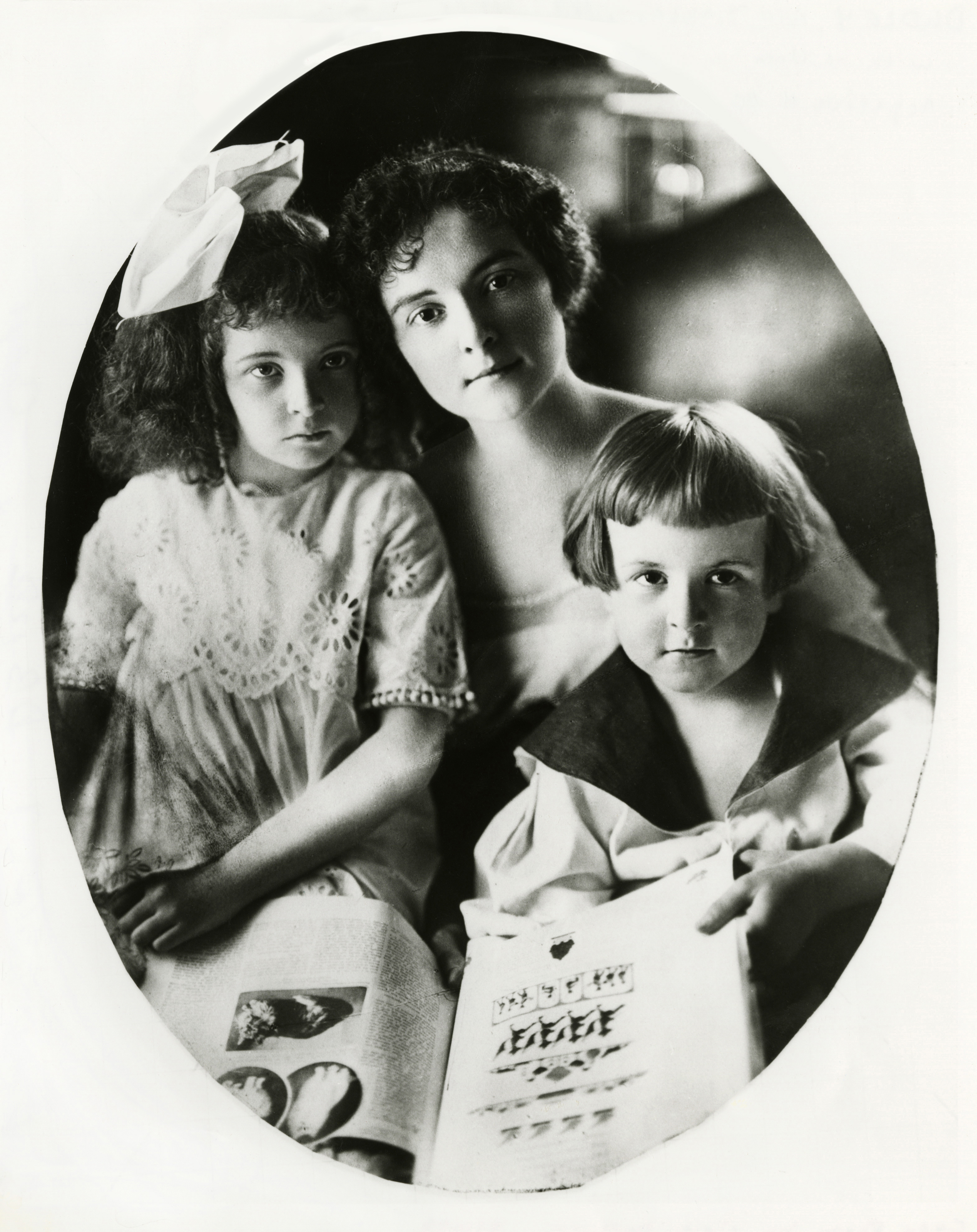
Questa fotografia della Dudley con i suoi figli è stata ampiamente diffusa con materiale pubblicitario per il suffragio, nel tentativo di contrastare gli stereotipi di suffragette estremiste poco femminili.

Dopo aver prestato servizio come presidente della Lega locale per quattro anni, la Dudley fu eletta a capo della Tennessee Equal Suffrage Association dal 1915 al 1917.
In quel periodo contribuì a esercitare pressioni per una modifica del suffragio nella costituzione dello Stato.
Anche se l'emendamento fu sconfitto, successivamente fu concesso alle donne il diritto di voto alle elezioni presidenziali e comunali nel 1919.
Nel 1917, la Dudley divenne terza Vice Presidente della National American Woman Suffrage Association contribuendo in modo significativo all'avanzamento della legge per il suffragio femminile. Nel 1920, insieme a Catherine Talty Kenny e Abby Crawford Milton, condusse una campagna nel Tennessee a sostegno della ratifica al XIX emendamento alla Costituzione degli Stati Uniti. Il 18 agosto, il Tennessee divenne il 36° e decisivo Stato per la ratifica dell'emendamento, che concedeva alle donne il diritto di voto in tutti gli Stati Uniti.

## Gli ultimi anni

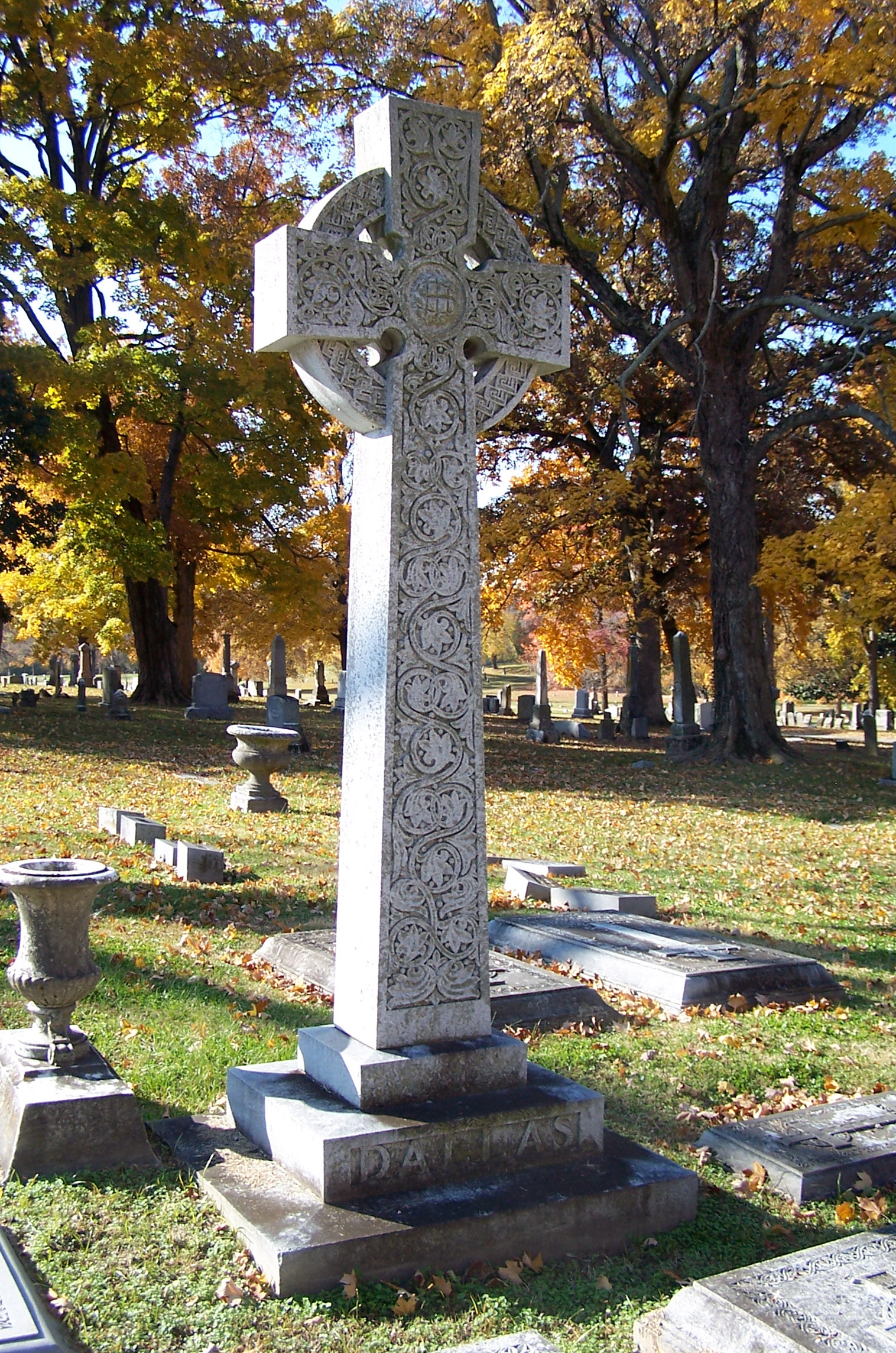
Una croce celtica si trova al centro del lotto della famiglia Dallas nel Mount Olivet Cemetery di Nashville.

Dopo il successo della campagna per la concessione del suffragio alle donne, la Dudley divenne il primo presidente donna del Tennessee Democratic Committee. Inoltre fu scelta come prima donna delegate-at-large alla Democratic National Convention nel 1920. Il coinvolgimento della Dudley nella politica diminuì significativamente negli anni successivi e le sue attività pubbliche si concentrarono in cause civili e di beneficenza per il resto della sua vita. Fu un'attiva collaboratrice della Croce Rossa Americana durante la Seconda guerra mondiale e in seguito fu presidentessa del consiglio dell'Association for the Preservation of Tennessee Antiquities.
La Dudley morì improvvisamente per una occlusione coronarica il 13 settembre 1955 nella sua casa di Belle Meade, Tennessee. Aveva 78 anni. Fu sepolta a Mount Olivet Cemetery di Nashville.

## Eredità
La Dudley è stata ricordata in diversi modi. È una delle tre donne presenti nel monumento Woman Suffrage Memorial (realizzato da Alan LeQuire) situato in Market Square a Knoxville (Tennessee), insieme a Lizzie Crozier French di Knoxville e Elizabeth Meriwether Avery di Memphis.
La Dudley compare con altre dieci persone rilevanti nella storia dello Stato del Tennessee, nel quadro "The Pride of Tennessee", il quadro ufficiale del bicentenario del Tennessee, conservato nel Tennessee State Capitol.
C'è anche una targa commemorativa sul bordo del Centennial Park di Nashville a lei dedicata.

La Dudley è stata inserita nella National Women's Hall of Fame nel 1995.